# Селитрянковые
Селитря́нковые (лат. Nitrariáceae) — семейство двудольных растений, входящее в порядок Сапиндоцветные, включающее в себя три рода и около 16 видов.

## Ареал
Ареал семейства простирается от Центральной Азии до Северной Африки и Южной Европы. Отдельные представители встречаются также в Центральной Америке и Австралии.

## Ботаническое описание
Лиственные кустарники, в основном суккулентные, достигают высоты 0,5—2 м. Некоторые виды имеют шипы. Листья супротивные, собранные в мутовки или расположенные спирально на ветви, маленькие, цельные, с двумя или тремя зубцами, могут быть черешковыми или полусидячими. Есть маленькие прилистники.
Цветки одиночные или собраны в цимозное соцветие. Двуполые цветки 3-, 4- или 5-членные. Пять лепестков чаще всего белые или желтовато-зелёные. Имеется 10—15 свободных тычинок. 2—6 плодолистиков срастаются с образованием нижней завязи.
Плод — жёлтая, красная или пурпурная костянка.

## Роды
- Nitraria L. typus — Селитрянка
- Peganum L. — Гармала (включая Malacocarpus Fisch.& C.A.Mey.)
- Tetradiclis Steven ex M.Bieb. — Тетрадиклис

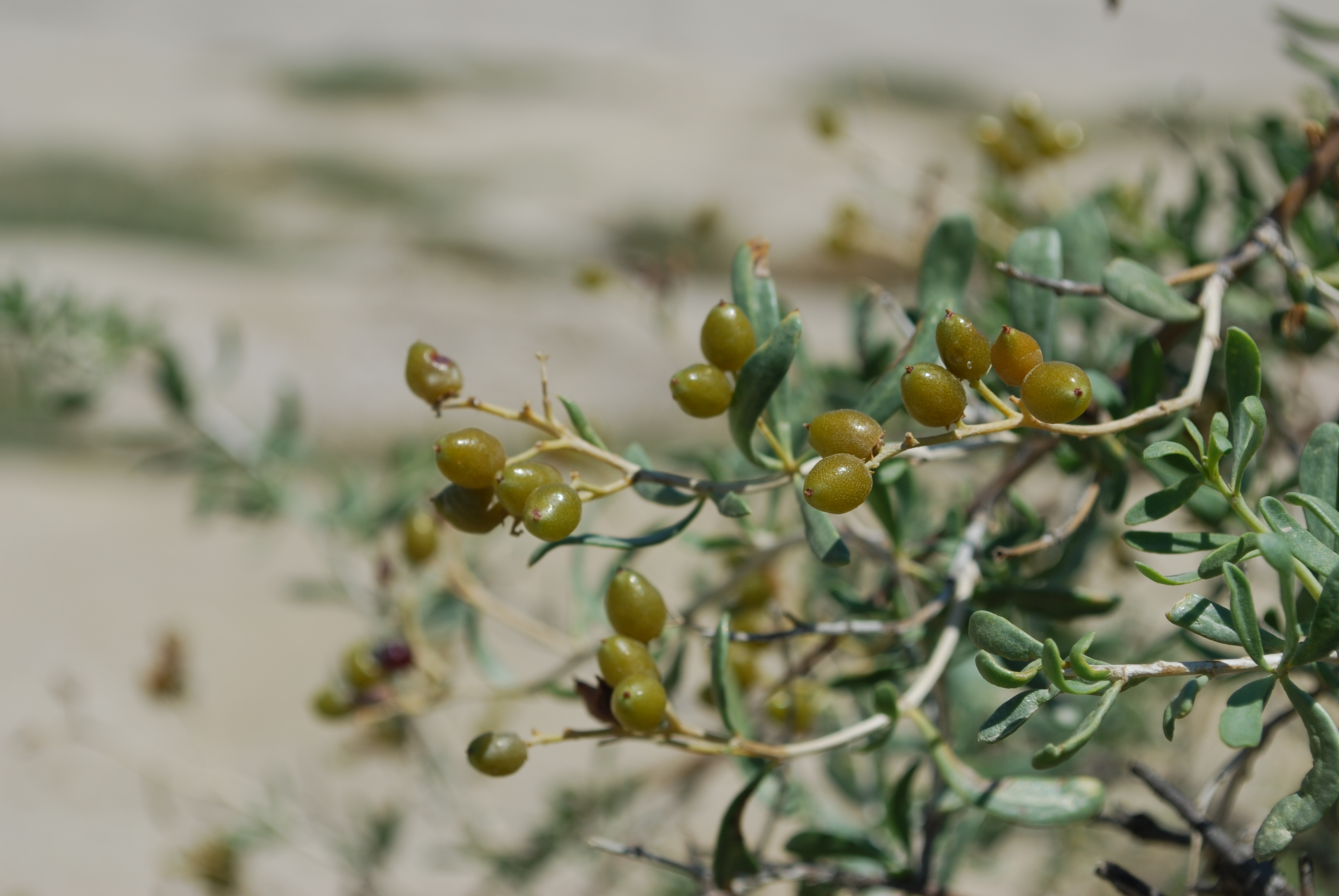
Селитрянка Шобера (Nitraria schoberi)
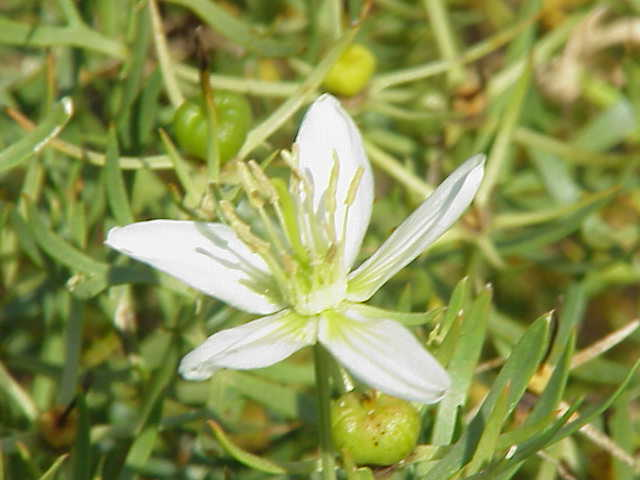
Гармала обыкновенная (Peganum harmala)